# 세르히오 레길론
세르히오 레길론 로드리게스(스페인어: Sergio Reguilón Rodríguez, 1996년 12월 16일 ~ )는 스페인의 축구 선수이며, 현재 프리미어리그의 토트넘 홋스퍼에서 레프트 백으로 뛰고 있다.
2020년 9월 19일 토트넘 홋스퍼는 세르히오 레길론의 영입을 발표했다. 계약 기간은 5년이다.

## 기록

### 대회 기록
레알 마드리드 CF (2018~2020)
- FIFA 클럽 월드컵 : 2018

세비야 FC (2019~2020) (임대)
- UEFA 유로파 리그 : 2019-20

토트넘 홋스퍼 FC (2020~ )
- EFL컵 준우승 : 2020-21

스페인 축구 국가대표팀 (2020~ )

### 개인 수상 기록
- UEFA 유로파 리그 시즌의 스쿼드: 2019-20